# Vincentia novaehollandiae
Vincentia novaehollandiae är en fiskart som först beskrevs av Achille Valenciennes 1832.  Vincentia novaehollandiae ingår i släktet Vincentia och familjen Apogonidae. Inga underarter finns listade i Catalogue of Life.